# إغناطيوس عطية
إغناطيوس عطية كان رئيس أساقفة البطريركية الأنطاكية في عهد الأمير فخر الدين المعني الثاني. 

## حياته
ينتمي هذا البطريرك إلى أسرة بني حنا النصراني السورية، وهو من الأسرة الزعيمية، وهذه الأسرة تعود إلى فرع فرح التي هاجر قسم منها إلى حلب وقسم إلى لبنان وهذه الأسرة (أي أسرة البطريرك اغناطيوس عطية)أسرة كبيرة ومعروفة آنذاك في كفربهم في سوريا. سكنت لبنان في قرية شرحين ثم انتقلت فيما بعد إلى زحلة في مطلع القرن الثامن عشر، هناك صارت فرعين كبيرين يعرفان باسم بني الحاج شاهين وبني السكاف وفربق من هذه الأسرة خرج من كفربهم إلى بلاد عكار وبفيتهم في الكيمة إلى يومنا هذا (بيت حنا ديب).
عرف هذا الرجل القراءة والكتابة وبرع فيهما ولذلك استقدمه إليه الأمير فخر الدين المعني الثاني حاكم لبنان ليكون كاتبا عنده وقد لزمه فترة طويلة من الزمن سيم بعدها شماسا وكاهنا ثم أسقفا على صيدا وصور. ولما كان اثناسيوس بن الدباس آنذاك بطريركا كتب على نفسه وثيقة قبل سيامته أنه سيدفع جميع خراج الجوالي المتأخرة على الدمشقيين لكنه نكث بعهده مع الدمشقيين فحاكموه أمام الباشا وقاضي المدينة وسجن في القلعة وهمّوا بعزله.
ولهذا انتدبوا اغناطيوس عطية مطران صور وصيدا خلفا له وهذا كان من كفربهم قرب حماة كاتبا عند فخر الدين المعني الثاني حاكم لبنان (كما أسلفنا) فذهب إلى القسطنطينية وسيم فبها بطريركا انطاكيا بيد بطريرك القسطنطينية (تيموثاوس) وعاد إلى دمشق ولكنه ما أن وصلها حتى لقي معارضة من المطران كيرللس أسقف حوران الذي سعى للبطريركية لنفسه بدعم من ال سيفا.وكيرللس هذا هو حفيد البطريرك مكاريوس الزعيم ،وهذا يعني أيضا أن أصله من كفربهم وهو شقيق اثناسيوس بن الدباس البطريرك السابق الذكر ،فتفرقت البطريركية إلى شطرين أحدهما دمشق وما يليها وتتبع للبطريرك اغناطيوس عطية أسقف صيدا وصور سابقا، وطرابلس وما يليها تابعة للبطريرك كيرللس بن الدباس مطران حوران. بقي الأمر كذلك إلى أن تدخل الأمير فخر الدين المعني الثاني بناء على طلب كيرللس فجمع رؤساء الكهنة الانطاكيين في حين تخلف كيرللس عن الحضور والذي ندم فيما بعد فاختاروا إغناطيوس عطية بطريركيا وعلى الفور أرسل الأمير فخر الدين المعني الثاني يطلب كيرللس لمحاسبته على عدم حضوره والذي أزعجه كثيرا فحضر وقبل وصوله إليه أمر بقتله ثم رموه في بئر قرب قرية الهرمل سنة 1627 م بقي اغناطيوس عطية بطريركيا انطاكيا مدة سبع سنوات دبر فيها شؤون البطريركية وهدأت القلاقل وأخذت الطائفة تستعيد مجدها.

## وفاته
كان البطريرك اغناطيوس في ذلك الوقت مقيم في بيروت وما يجاورها لأنه لم يستطيع الدخول إلى دمشق.ولما حاصرت الجنود السلطانية برا وبحرا الأمير فخر الدين المعني هرب سكان تلك الجهات ولكن موت مرقص مطران صيدا حمل البطريرك إغناطيوس على الذهاب إليها ليشهد حفلة دفنه ثم عاد إلى بيروت متنكرا بزي جندي فقتله كمين من الدروز عند نهر الدامور غير عارفين من هو. وقتل عند منطقة الأوزاغي. فنقلت جثته إلى كنيسة الشويفات ودفنت باحتفال سنة 1635 فخلا الكرسي البطريركي من رئيس أساقفة.